# Ferrovia Domodossola-Locarno
La ferrovia Domodossola-Locarno, chiamata informalmente Vigezzina in Italia e Centovallina (o ferrovia delle Centovalli) in Svizzera, è una linea ferroviaria internazionale a scartamento ridotto che collega Domodossola con Locarno.
Il tronco italiano è stato concesso in esercizio alla Società Subalpina di Imprese Ferroviarie (SSIF), quello svizzero alle Ferrovie Autolinee Regionali Ticinesi (FART).

## Storia

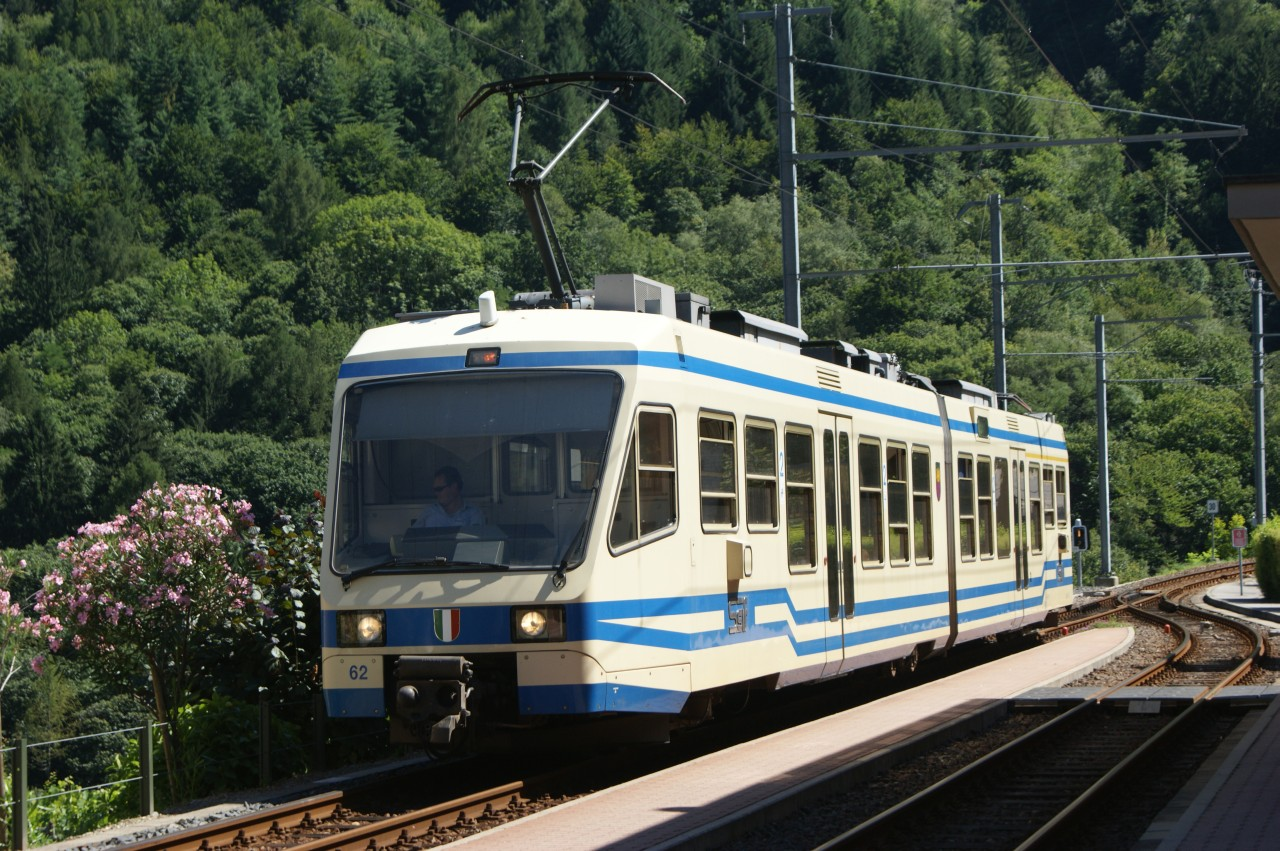
Elettrotreno ABe 4/6 della SSIF nella stazione di Intragna

La costruzione della ferrovia, iniziata nel 1913 per opera dell'ingegner Giacomo Sutter
, dopo svariate traversie prese slancio in seguito alla Convenzione firmata il 12 novembre 1918 a Roma tra i plenipotenziari Sidney Sonnino e Hans A. de Segesser-Brunegg, rispettivamente, del re d'Italia e del Consiglio federale della Confederazione svizzera.
Nata da un'iniziativa dovuta principalmente all'allora sindaco di Locarno Francesco Balli, la ferrovia Domodossola-Locarno è entrata in servizio il 25 novembre 1923, utilizzando per il primo tratto le opere della ferrovia Locarno-Bignasco e delle tranvie locarnesi, che avevano lo stesso scartamento ridotto. La ferrovia è a trazione elettrica già dal principio della propria attività. Sin da allora ha svolto con regolarità il compito di collegamento locale per cui era stata progettata. Neanche nel difficile periodo della repubblica partigiana dell'Ossola ha interrotto la sua importante funzione di collegamento e ha continuato a svolgerla anche nel periodo della motorizzazione di massa, epoca durante la quale, il 28 novembre 1965, venne peraltro soppressa e sostituita con un servizio di autobus la tratta Ponte Brolla-Bignasco della ferrovia della Vallemaggia.
Nel 1978 la linea ferroviaria dovette affrontare e superare gravi difficoltà a causa di una disastrosa alluvione. Il percorso, soprattutto quello in territorio italiano, era stato devastato nelle infrastrutture, ma questo, anziché segnare l'inizio della fine, come accaduto per altre ferrovie, pose invece le premesse per migliorare ulteriormente e definire migliori criteri di sicurezza per mantenere il servizio di collegamento offerto dal treno.
La linea ferroviaria, infatti, svolge una precisa ed essenziale funzione economica, oltre che turistica, dato che realizza, di fatto, la più breve e panoramica congiunzione fra le grandi strade ferrate europee del Sempione da un lato e del San Gottardo dall'altro ed è attualmente il collegamento più rapido tra il Canton Vallese e il Canton Ticino, con transito in Italia.

## Caratteristiche
- Scartamento: 1000 mm

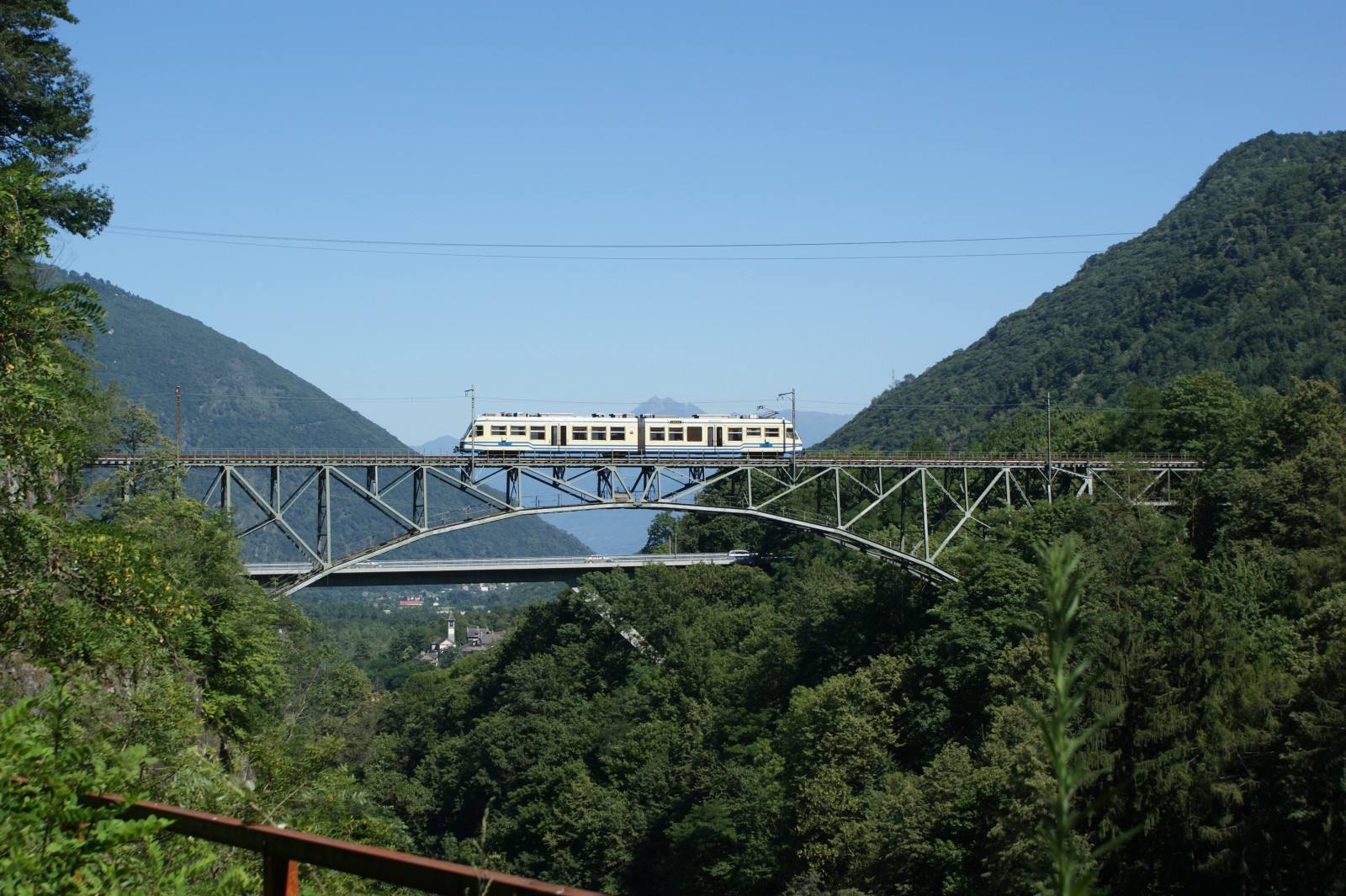
Ponte sull'Isorno presso Intragna

- Lunghezza: 52 km (di cui 32 in territorio italiano, 20 in territorio svizzero)
- Tensione di alimentazione: 1400 V CC
- Sottostazioni elettriche 5 (di cui 3 in territorio svizzero)
- Raggio minimo: 50 m
- Pendenza massima: 6%
- Velocità massima: 60 km/h
- Stazioni e fermate con binari di incrocio: 21 (13 in territorio italiano, 8 in territorio svizzero)
- Viaggiatori trasportati tra 1982 e 1985:
  - anno 1982 - 896.411
  - anno 1983 - 917.737
  - anno 1984 - 852.381
  - anno 1985 - 869.215

### Tariffe

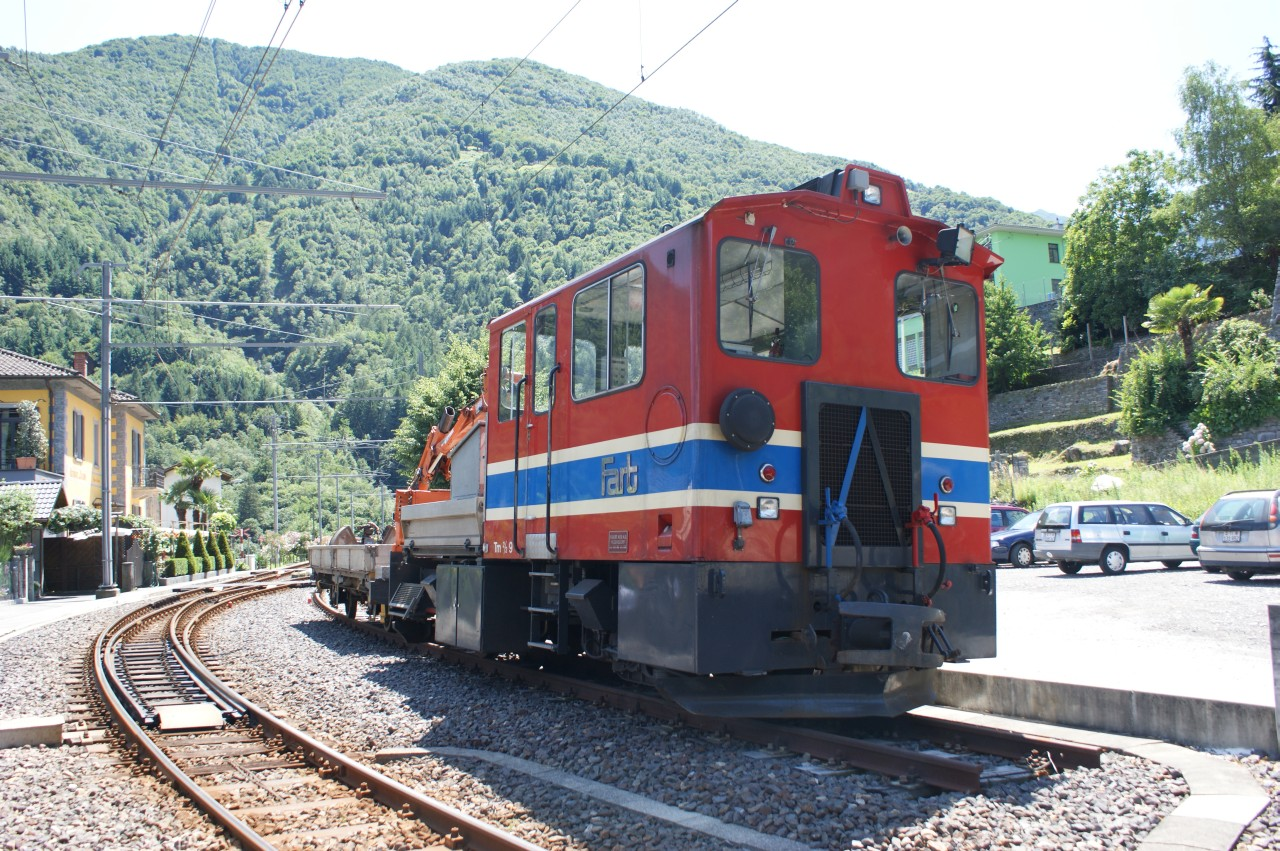
Trattore Tm 2/2 9 della squadra manutenzione nella stazione di Intragna

La linea delle Centovalli, unitamente a quella del Sempione, costituisce il più rapido collegamento tra il Canton Ticino e la Romandia. A partire dall'apertura della galleria di base del Lötschberg, è diventata anche il più veloce collegamento con Berna. Con effetto dal primo gennaio 1958, la SSIF partecipa al servizio diretto svizzero, riconoscendo quindi la validità dei titoli di trasporto elvetici anche sulla tratta di propria pertinenza.
Per viaggiare sui nuovi treni panoramici è necessario, anche per i titolari di abbonamenti, pagare un supplemento il cui costo è attualmente fissato a € 1,50 o CHF 1,50.
L'introduzione di questa sovrattassa ha causato alcune reazioni di malcontento, specialmente da parte ticinese.

## Percorso
| Unknown route-map component "dCONTgq" | Unknown route-map component "ABZq+r" | Unknown route-map component "STR2+r" | Unknown route-map component "STRc3" | Unknown route-map component "d" |

| Station on track | Unknown route-map component "tKBHFa" + Unknown route-map component "STRc12" | Unknown route-map component "STR3+4" |

| Unknown route-map component "dCONTgq" | Unknown route-map component "ABZgr" + Unknown route-map component "STRc2" | Unknown route-map component "tSTR" + Unknown route-map component "STR3+1" | Unknown route-map component "STRc4" | Unknown route-map component "d" |

| Unknown route-map component "dCONTgq" | Unknown route-map component "STRr+1" + One way rightward | Unknown route-map component "tSTRe" + Unknown route-map component "STRc4" | Unknown route-map component "d" |  |

| Unknown route-map component "exKBHFaq" | Unknown route-map component "eABZg+r" |  |

| Non-passenger station/depot on track |

| Unknown route-map component "hKRZWae" |

| Station on track |

| Stop on track |

| Station on track |

| Stop on track |

| Stop on track |

| Unknown route-map component "eHST" |

| Stop on track |

| Station on track |

| Unknown route-map component "eHST" |

| Station on track |

| Stop on track |

| Stop on track |

| Unknown route-map component "hKRZWae" |

|  | Station on track |

| Unknown route-map component "hKRZWae" |

|  | Unknown route-map component "eHST" |

|  | Station on track |

|  | Stop on track |

| Unknown route-map component "hKRZWae" |

| Unknown route-map component "hKRZWae" |

|  | Unknown route-map component "eHST" |

| Non-passenger station/depot on track |

|  | Unknown route-map component "eHST" |

|  | Unknown route-map component "TZOLLWo" |

|  | Station on track |

| Unknown route-map component "hKRZWae" |

|  | Unknown route-map component "eHST" |

|  | Stop on track |

|  | Stop on track |

| Unknown route-map component "hKRZWae" |

|  | Stop on track |

|  | Station on track |

| Unknown route-map component "hKRZWae" |

| Stop on track |

| Stop on track |

| Stop on track |

|  | Unknown route-map component "eABZgl+l" | Unknown route-map component "exCONTfq" |

| Unknown route-map component "hKRZWae" |

| Station on track |

| Underbridge |

| Stop on track |

|  | Unknown route-map component "eKRWgl" | Unknown route-map component "exKRW+r" |

|  | Unknown route-map component "tSTRa" | Unknown route-map component "exSTR" |

|  | Unknown route-map component "tHST" | Unknown route-map component "exHST" |

|  | Unknown route-map component "tBHF" | Unknown route-map component "exBHF" |

|  | Unknown route-map component "tSTR" | Unknown route-map component "exHST" |

|  | Unknown route-map component "tSTR" | Unknown route-map component "exBST" |

|  | Unknown route-map component "tDST" | Unknown route-map component "exSTR" |

| Head station | Unknown route-map component "tKBHFe" | Unknown route-map component "exBHF" |

| Straight track |  | Unknown route-map component "exKDSTe" |

| Continuation forward |

Tra Domodossola e Locarno la ferrovia percorre 52 km (precisamente 32 km nel tratto italiano e 20 km in quello svizzero).
Il percorso, come per altre ferrovie alpine, presenta punti di grande arditezza del tracciato come quello tra Masera e Santa Maria Maggiore (Italia) e tra Verdasio e Intragna (Svizzera); in alcuni tratti la pendenza raggiunge il 60 per mille.
Tra Domodossola e Locarno l'intero percorso si compie in circa un'ora e mezza ed è un affascinante viaggio alla scoperta delle bellezze di due valli unite da tante comuni vicende storiche, la Val Vigezzo italiana e le Centovalli svizzere.
Il nome "Centovalli" deriva dall'esistenza nel luogo di numerose valli e vallette che ne scavano i due versanti, sui quali sono inerpicati i piccoli centri abitati; il carattere della valle è pittoresco e in certi casi selvaggio; la sua natura accidentata ha imposto ardite costruzioni di 83 ponti e viadotti e 34 gallerie alla ferrovia, tutta protesa verso Locarno e il Lago Maggiore.

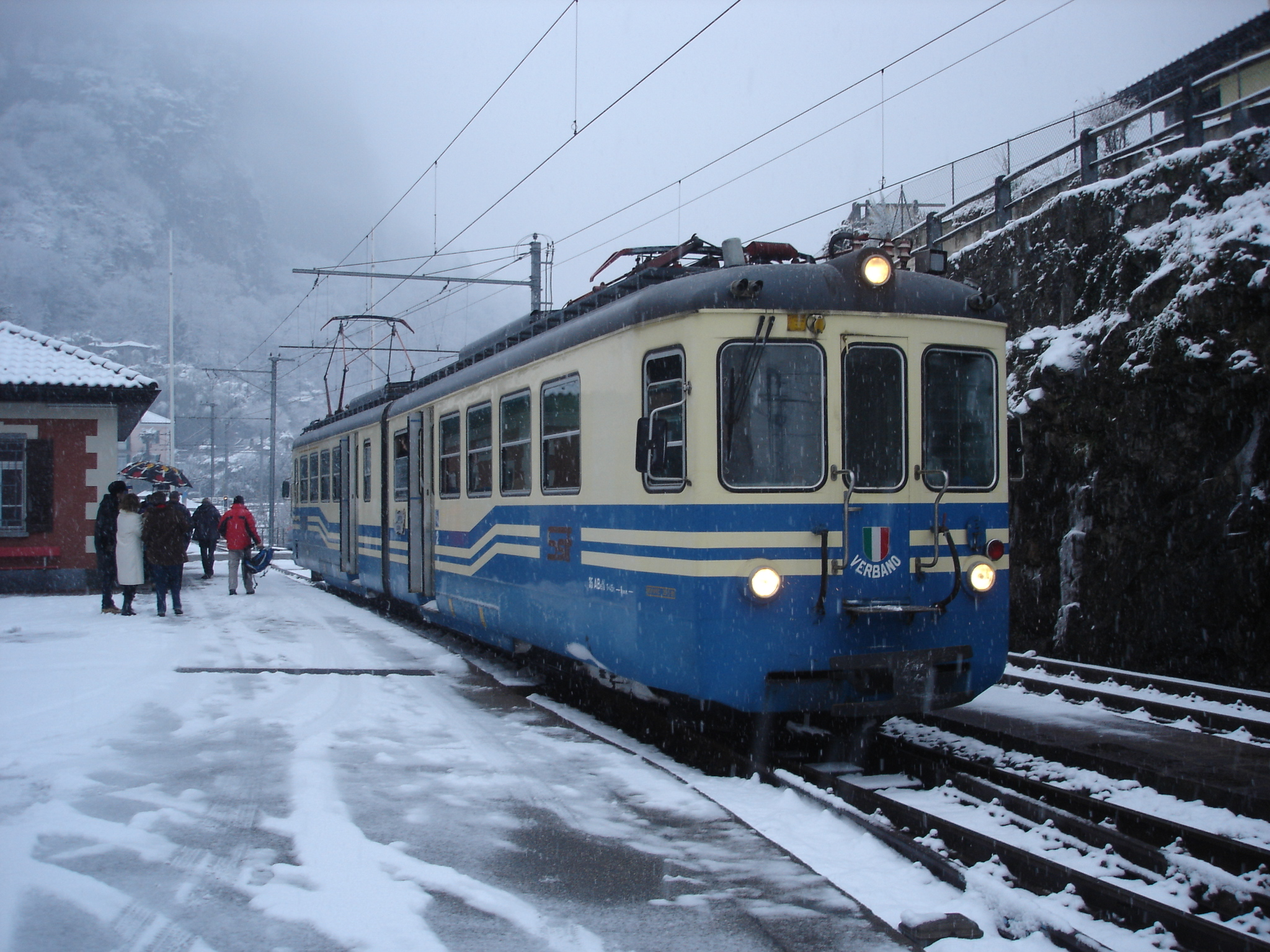
La stazione di Ponte Brolla della ferrovia Locarno-Domodossola

## Materiale rotabile

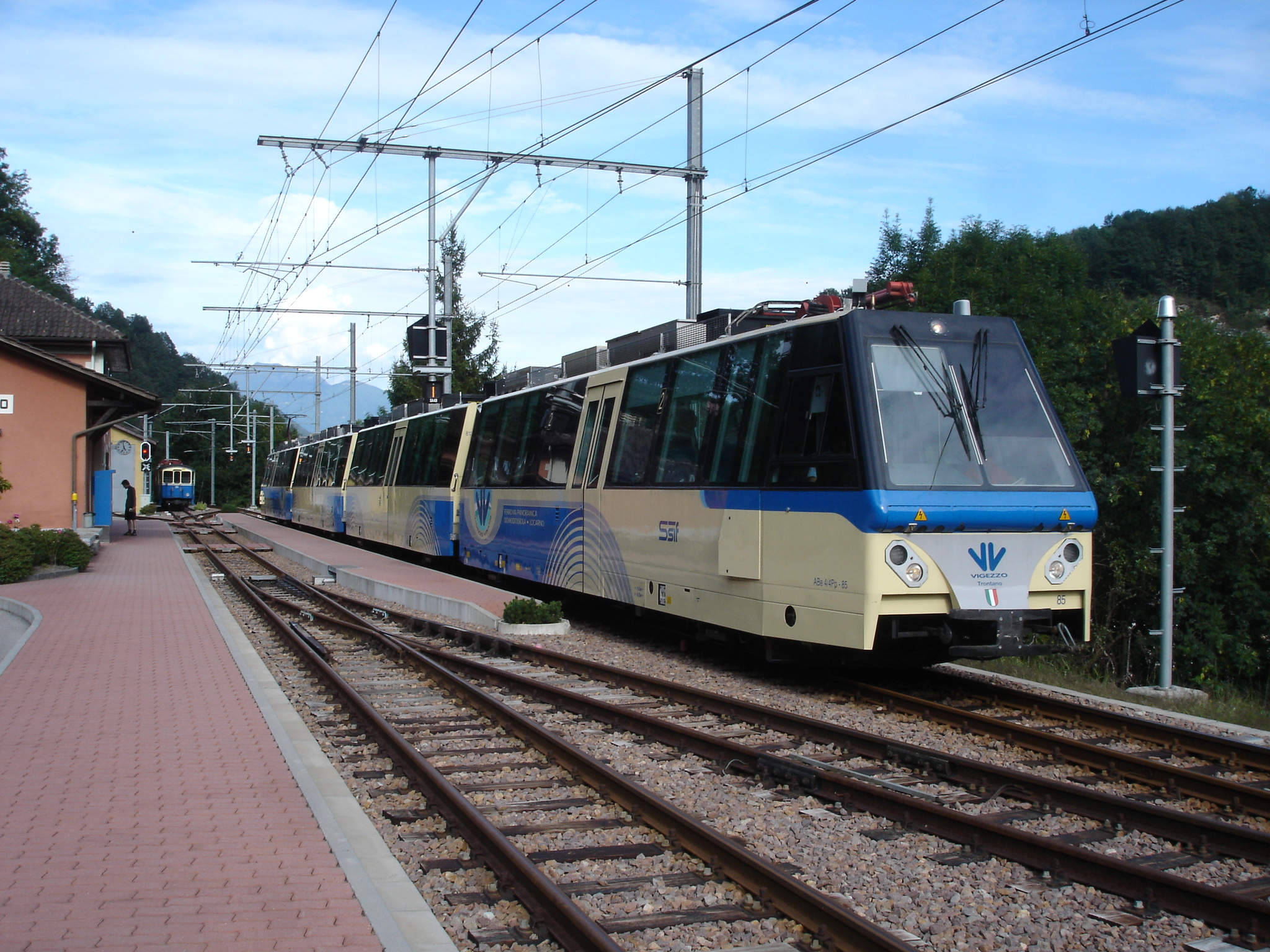
Elettrotreno panoramico Corifer in stazione a Camedo

Il servizio passeggeri è svolto interamente con elettromotrici ed elettrotreni. I treni internazionali sono di norma espletati con mezzi appartenenti ai gruppi ABe 8/8 (a cui vengono eventualmente aggiunte delle rimorchiate) e ABe 4/6.
Il servizio di tipo locale è assicurato, da parte svizzera, con treni del tipo ABe 4/6 (la riserva ai quali è garantita dalla coppia di elettrotreni ABDe 6/6 del 1963) mentre da parte italiana vede impiegati mezzi appartenenti a tutti i gruppi, a eccezione delle elettromotrici ABDe 4/4.
Alcune corse, soggette a supplemento sulla tratta italiana, sono effettuate con dei treni panoramici di nuova costruzione e di proprietà della SSIF. Le elettromotrici e le rimorchiate disponibili permettono di costituire fino a tre convogli di quattro elementi ciascuno. L'ABe 8/8 24, costruito nel 1959 e adattato nel 2006 al design dei treni panoramici, è utilizzato come riserva o per le corse poco frequentate.
Per quanto attiene al materiale rimorchiato per il traffico viaggiatori, al momento dell'apertura della linea nel 1923 vennero acquisite, presso la Carminati e Toselli, undici carrozze di seconda e terza classe del tipo BC4 (divenute AB4 a partire dal 1956 a causa dell'abolizione della terza classe). Ogni vettura offre 44 posti a sedere di cui sei nella classe superiore. In origine le unità 101-107 erano attribuite alla SSIF e le restanti unità 108-111 alle FRT. Nel corso degli anni alcune carrozze sono state oggetto di modifiche anche importanti (aggiunta di coperture metalliche sul telaio, sostituzione dei cancelletti d'accesso al vestibolo con porte a battente, sostituzione degli arredi interni) che ne hanno fortemente modificato l'aspetto. Delle vetture in possesso delle FART, solo la 110 non ha mutato proprietario: le 109 e 111 sono state cedute alla SSIF nel 1980, mentre la 108 è stata demolita a seguito degli ingenti danni subiti durante l'ultima corsa della Valmaggina il 28 novembre 1965. Nel 1982, per far fronte al traffico generato dal Santuario di Re le carrozze 102 e 104 hanno ricevuto dei portelloni laterali per facilitare l'accesso ai pellegrini con difficoltà deambulatorie (ad oggi giacciono accantonate nello scalo di Domodossola). Nel novembre 1995 le unità 101, 103 e 109 sono state cedute alla Ferrovia Genova-Casella che contava di impiegarle per costituire un convoglio d'epoca. Le carrozze 110 e 111, assieme alla motrice ABDe 4/4 17, sono state restaurate nel 1990 per comporre il cosiddetto Treno nostalgico del 1923. Ritirata dal servizio l’elettromotrice, su iniziativa della SSIF, il convoglio circola ora al traino di un ABDe 6/6.
Oltre alle undici BC4, la SSIF commissionò alla Carminati e Toselli anche una vettura salone di sola prima classe classificata A4 201; offriva dodici posti a sedere e nel 1986 ha subito una ricostruzione quasi integrale.
Nel 1953 vennero acquistate, tramite la Ditta Pfingstweid di Zurigo (che ne aveva curato anche la ristrutturazione), quattro carrozze BC4 71-74 provenienti da una ferrovia di Groninga e risalenti al 1914. Le prime due vennero immatricolate nel parco della SSIF, le restanti in quello delle FART (per poi essere cedute alla Compagnia italiana nel 1972). Erano principalmente adibite al traffico religioso e sono state tutte demolite, salvo l'unità 73 ceduta, nel 1986, a una ferrovia-museo olandese.
Come complemento agli elettrotreni ABFe 6/6 31 e 32, le FART acquistarono, nel 1964, quattro carrozze di seconda classe B4 120-123 costruite dalla Ditta Schindler di Pratteln secondo il tipo unificato delle ferrovie svizzere. La 120 è stata trasformata in vettura di prima classe.
Infine, nel 1967, le FART acquisirono dalla Ferrovia Lugano-Tesserete una carrozza di produzione SIG risalente al 1948. Nel 1969 ha subito una ristrutturazione dalla quale è uscita come carrozza di sola prima classe (A4 130, 36 posti a sedere). Nei primi anni '90 è stata ceduta alla SSIF.
Durante il 2011 quattro treni del tipo ABe 4/6 sono stati modernizzati: è stata aggiunta una cassa intermedia che ha portato la capienza da 82 a 120 posti, sono stati sostituiti i sedili e l'illuminazione e aggiunto un impianto di climatizzazione. Inoltre in prima classe sono state rese disponibili una presa elettrica per ogni postazione e una lampada individuale per la lettura, mentre in seconda classe, nella nuova cassa intermedia, sono disponibili alcune prese elettriche supplementari. La modernizzazione ha comportato pure un nuovo design esterno contraddistinto dal marchio "CENTOVALLI EXPRESS". Gli elettrotreni ai quali sono state apportate le modifiche precitate sono gli ABe 4/6 55-58, divenuti ABe 4/8 45-48. A seguito di una serie di deragliamenti, l'ultimo dei quali avvenuto a Druogno il 7 aprile 2011, causati dall'incapacità dei convogli ad adattarsi alla geometria del binario, nel corso della primavera del 2012 gli elettrotreni ABe 4/8 sono stati messi fuori servizio in attesa che il costruttore Bombardier effettui le necessarie modifiche per evitare il ripetersi di tali eventi. Gli ABe 4/8 sono stati rimessi in servizio nel maggio 2013.